# Blacko
Blacko is een civil parish in het bestuurlijke gebied Pendle, in het Engelse graafschap Lancashire met 672 inwoners.